# Daugava-Stadion (Daugavpils)
Das Daugava-Stadion war ein Fußballstadion in der lettischen Stadt Daugavpils.

## Geschichte
Die Mitte der 2000er Jahre am Ortsrand erbaute Sportstätte diente dem FC Dinaburg als Austragungsort seiner Heimspiele in der Virslīga, der höchsten lettischen Spielklasse. Zuvor und teilweise für bedeutendere Partien stand dem Klub das im Stadtzentrum gelegene Celtnieks-Stadion zur Verfügung. Das Stadion lag im Westen von Daugavpils in der Nähe der berühmten Zitadelle nahe dem Ufer der Düna. Das über 3000 Zuschauern Platz bietende Stadion bestand aus einer Haupttribüne mit Sitzplätzen sowie einem Gebäude auf der Gegentribüne, in dem die Umkleidekabinen sowie Logen untergebracht waren. Nach der Auflösung des FC Dinaburg infolge aufgedeckter Spielmanipulationen 2009 nutzte der FC Daugava Daugavpils zeitweise das Stadion, nach dessen Zwangsabstieg aufgrund Unregelmäßigkeiten Ende 2014 wurde die Sportstätte später zurückgebaut.